# Житлинська сільська рада
Житлинська сільська́ ра́да (біл. Жытлінскі сельсавет) — адміністративно-територіальна одиниця у складі Івацевицького району Берестейської області Білорусі. Адміністративний центр — село Ходаки.

## Історія
26 червня 2013 року до складу Житлинської сільської ради увійшли територія та населені пункти ліквідованої Козицької сільської ради.

## Склад
Населені пункти, що підпорядковувалися сільській раді:
| Населений пункт  | Тип  | Населення, осіб (2009) |
| ---------------- | ---- | ---------------------- |
| Власовці         | село | 61                     |
| Воля             | село | 590                    |
| Вулька-Обрівська | село | 642                    |
| Житлин           | село | 128                    |
| Зибайли          | село | 8                      |
| Козики           | село | 253                    |
| Корочин          | село | 36                     |
| Серадово         | село | 113                    |
| Ходаки           | село | 342                    |
| Яблонка          | село | 101                    |

## Населення
За переписом населення Білорусі 2009 року чисельність населення сільської ради становила 1379 осіб.

### Національність
Розподіл населення за рідною національністю за даними перепису 2009 року:
| Національність            | Осіб | Відсоток |
| ------------------------- | ---- | -------- |
| білоруси                  | 1290 | 93,55 %  |
| росіяни                   | 42   | 3,05 %   |
| українці                  | 36   | 2,61 %   |
| поляки                    | 4    | 0,29 %   |
| німці                     | 3    | 0,22 %   |
| вірмени                   | 2    | 0,15 %   |
| грузини                   | 1    | 0,07 %   |
| національність не вказана | 1    | 0,07 %   |
| Разом                     | 1379 | 100 %    |